# Villa Rustica bei Södingberg

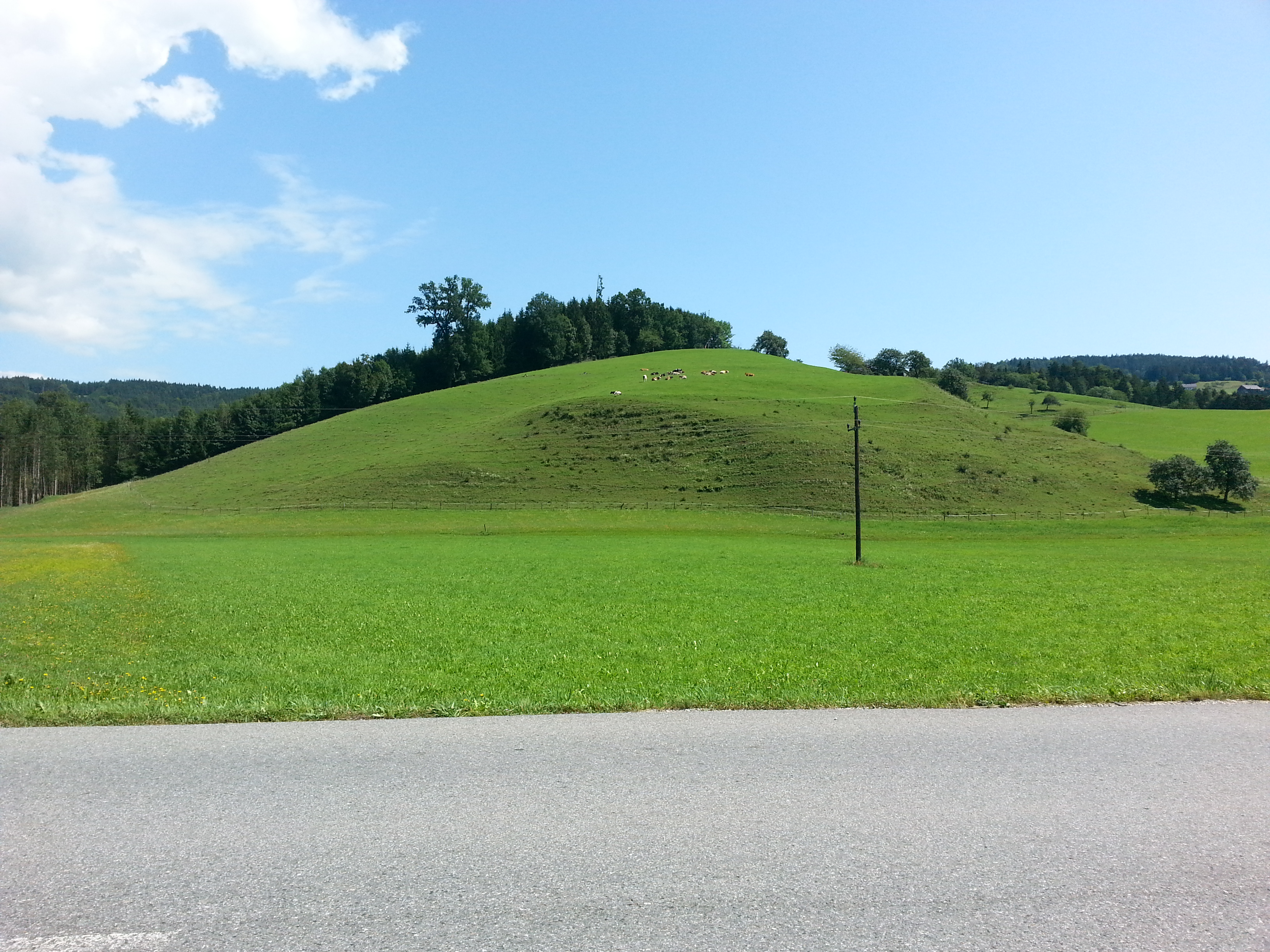
Blick auf die Grundstücke, auf denen die Reste der Villa rustica gefunden wurden

Die Villa rustica von Södingberg in der Gemeinde Geistthal-Södingberg, Steiermark stammt wahrscheinlich aus dem Beginn des 2. Jahrhunderts. Funde aus der Bronzezeit sowie der Latènezeit lassen darauf schließen, dass der Ort bereits früh besiedelt wurde, es aber vermutlich keine Siedlungskontinuität gab.

## Lage
Die Ruine der Villa rustica befindet sich in der zu Geistthal-Södingberg gehörenden Ortschaft Södingberg. Sie liegt etwa 50 Kilometer nordwestlich von Flavia Solva.

## Ausgrabung
Während einer zwischen 1990 und 1993 vom Bundesdenkmalamt durchgeführten Ausgrabung eines römischen Gehöfts in Aichegg wurde man auf ähnliche Funde aus dem nahe gelegenen Södingberg aufmerksam. So wurden 1993 im Auftrag des Bundesdenkmalamtes vom Geofyzika-Institut Brünn erste geomagnetische Messungen in Södingberg durchgeführt. Mithilfe dieser Messungen wurde eine Fläche bestimmt, welche 1996/97 unter der Leitung von Bernhard Hebert ausgegraben wurde. Dabei wurden 1996 die Überreste eines latènezeitlichen Ständerbaues sowie die Fundamente von drei Gebäuden aus der Römerzeit gefunden. Im Jahr 1997 erfolgten zwei weitere Grabungen sowie ein Survey und mehrere geophysikalische Messungen unter der Leitung von Thuri Lorenz und Bernhard Hebert auf einem nordwestlich der ersten Grabungsfläche gelegenen Acker. Das Österreichische Archäologische Institut führte 2007 erneut geomagnetische Messungen durch, welche 2008 zu einer Kontrollgrabung führten.

## Beschreibung
Die Gebäude aus der Römerzeit befinden sich innerhalb und teilweise über einer Doppelgrabenanlage, die sich in die Stufe C der Latènezeit datieren lässt, also auf die Zeit zwischen 250 und 150 vor Christus. Die römerzeitlichen Gebäude wiederum werden auf den Beginn des 2. Jahrhunderts nach Christus datiert und wurden zumindest teilweise am Ende des 4. Jahrhunderts aufgegeben. Die römische Villa rustica besteht aus sechs Gebäudekomplexen (A–F), welche von einer annähernd quadratischen Umfassungsmauer umgeben waren.
Der Gebäudekomplex A im nordwestlichen Teil der Anlage wird als Wohngebäude (pars urbana) angesehen. An den Komplex A schließt im Norden der Komplex D an, welcher als Verbindungskorridor zum südlich davon gelegenen Komplex E diente. Der Gebäudekomplex E ist ummauert und in seinem Inneren befindet sich ein 7,7 mal 7 Meter großer Raum, der als Gebäude B bezeichnet wird. Dieser Raum besitzt eine aufwändige Hypokaustumanlage mit überdachtem Praefurnium im Norden und einer Apsis im Süden. Der Raum war früher mit Wandmalereien mit gemaltem Pflanzendekor versehen, worauf die etwa 530 aufgefundenen Schuttfragmente schließen lassen, und wurde vermutlich als Wohnraum genutzt. Nördlich des Komplexes E befinden sich die Überreste einer Herdstelle sowie die Reste eines als Gebäude C bezeichneten Holzgebäudes.
Der Gebäudekomplex C im westlichen Teil war vermutlich ein Innenhof mit Wirtschaftsräumen, während dem östlich davon gelegenen Komplex B bisher keine Funktion zugewiesen werden konnte. Der als Wirtschaftsteil angesehene Komplex F liegt an der südlichen Umfassungsmauer und besteht aus vier Strukturen.